# اجديرية المركز (المركز)
اجديرية المركز هو دُوَّار مغربي، يقع بجماعة اجديرية، إقليم السمارة، جهة العيون الساقية الحمراء في المملكة المغربية. ينتمي الدوّار لمشيخة المركز التي تضم دوار واحد. يقدر عدد سكانه بـ 2000 نسمة حسب الإحصاء الرسمي للسكان والسكنى لسنة 2004.

## روابط خارجية
- البوابة الوطنية للجماعات الترابية
- المندوبية السامية للتخطيط